# Gastronomía de Alsacia
La gastronomía alsaciana (Cuisine alsacienne en francés); Elsässisch küche en alsaciano) incorpora tradiciones culinarias francesas y germánicas y está marcada por el uso de carne de cerdo en diversas formas. La región también es conocida por su vino y cerveza. Se trata de una de las cocinas regionales de Francia más ricas, donde los platos son abundantes y con porciones generosas. De hecho, un proverbio alsaciano dice así: «En Alemania, es mucho, pero no es bueno. En Francia, es bueno, pero no es mucho. En Alsacia, es bueno y es mucho».
Entre los platos tradicionales de Alsacia se incluyen baeckeoffe, flammekueche, choucroute, cordon bleu, vol-au-vent, spaetzle, fleischnacka, bretzel... La versión regional del coq au vin (pollo al vino) es el coq au Riesling. En el sur de Alsacia, conocido como Sundgau, es común la carpa de río (carpita), que también existe en la gastronomía yiddish. Alsacia también es conocida por su foie gras hecho en la región desde el siglo XVII.
Además, Alsacia es conocida por sus jugos de frutas, aguas minerales y vinos.

## Platos
El símbolo gastronómico de la región es, sin duda, el choucroute o chucrut. La palabra chucrut en alsaciano tiene la forma sûrkrût, igual que en otros dialectos del sudoeste de Alemania, y significa «col agria» como su equivalente alemán. Esta palabra se incluyó en el idioma francés como choucroute. Para hacerlo, el repollo se tritura finamente, se pone en capas con sal y enebro y se deja fermentar en barriles de madera. El chucrut se puede servir con aves de corral, cerdo, salchichas o incluso pescado. Tradicionalmente se sirve con carne de cerdo (ahumada), con tocino, con salchichas de Morteau, de Estrasburgo o de Montbéliard o con una selección de productos de cerdo. Como guarnición se sirven con patatas al vapor.
Otro plato muy popular es el baeckeoffe, un plato hecho con patatas, verduras y tres carnes diferentes (cerdo, cordero y ternera). Todo se cocina al horno en una terrina con vino blanco de Alsacia y hierbas durante varias horas.
La flammekueche (variante alsaciana de la tarte flambée francesa) también es muy popular. A veces se le llama «pizza alsaciana», aunque su masa sea mucho más fina. Tradicionalmente se llena con una mezcla de crema fresca y queso blanco, tiras de tocino y cebolla.
|                         |
| Tarte flambée alsaciana |

|                 |
| Fleischschnacka |

|                    |
| Salchicha Gendarme |

|                   |
| Civet de sanglier |

|                 |
| Coq au riesling |

|              |
| Hasenpfeffer |

|                                        |
| Tartina alsaciana (Tartine alsacienne) |

|                                               |
| Espárrago alsaciano a la venta en Estrasburgo |

|                      |
| Choucroute (chucrut) |

|                  |
| Cervelas de pato |

|                     |
| Quesos en Riquewihr |

|                  |
| Potée alsacienne |

|                                                  |
| Salade strasbourgeoise (ensalada estrasburguesa) |

|                                                    |
| frascos de chucrut relleno y baeckeoffe de Alsacia |

|            |
| Baeckeoffe |

|                           |
| Choucroute garni d'Alsace |

|                        |
| Caracoles con Riesling |

|                  |
| Potée alsacienne |

### Charcutería
- Bloetwurst: morcilla
- Bratwurst: salchicha blanca para freír
- Cervela: salchicha de cerdo y vaca
- Gendarme o Landjäger: salchicha ahumada y secada
- Knack de Strasbourg: salchicha de cerdo
- Kochwurst: salchicha para cocinar
- Lewerwurst o lawerwurst: salchicha de hígado
- Männerstolz: alargada salchicha ahumada
- Mettwurst: salchicha para untar
- Pâtés alsaciens
- Presskopf: prensado de carne de cabeza
- Rauchwurst: salchicha ahumada
- Schinkenwurst: salchicha de jamón
- Schmehrwurst, schmirwurscht o colmett d'Alsace: salchicha para untar
- Schwarzwurst: salchicha negra
- Tzungwurst: salchicha de lengua
- Wienerla: salchicha de res

## Postres
Las especialidades dulces de Alsacia incluyen el kougelhopf, una tarta de queso al estilo alemán (llamada en francés fromage blanc tart), el torche aux marrons (más conocido como Mont Blanc), un puré de castañas cubierto de nata, y el streusel (bizcocho alemán).
Durante las festividades como la Navidad o fin de año, se producen una gran variedad de galletas y pasteles pequeños llamados bredela, así como también pain d'épices («pan de especias») hecho con miel, anís y jengibre, y mannala (un brioche en forma de personita) que se hornean tradicionalmente para el día de San Nicolás (el 6 de diciembre).
|                                           |
| Escaparate en Wissembourg con kougelhopfs |

|                      |
| Mannala o Stutenkerl |

|               |
| Pain d'épices |

|                 |
| Miel de Alsacia |

## Bebidas

### Cerveza
Alsacia es también la principal región productora de cerveza de Francia, gracias principalmente a las cervecerías en Estrasburgo y sus alrededores, entre los que se incluyen Fischer, Karlsbräu, Brasseries Kronenbourg S.A.S. y Heineken. El lúpulo se cultiva en Kochersberg y en el norte de Alsacia (Haguenau).

### Vino
Alsacia es una importante región productora de vino. Los vinos de Alsacia son en su mayoría blancos y muestran una fuerte influencia germánica. Alsacia produce algunos de los rieslings secos más notables del mundo y es la única región en Francia que produce principalmente vinos varietales, típicamente de uvas también utilizadas en Alemania. El ejemplo más notable es la uva Gewürztraminer.
Los vinos de Alsacia están hechos de siete variedades de uva diferentes: Sylvaner, Pinot Blanc, Riesling, Muscat, Pinot Gris, Gewürztraminer y Pinot Noir. Este último es el único vino tinto alsaciano.
La región también produce Crémant d'Alsace (AOC Crémant d'Alsace), un vino espumoso.

### Schnapps
El aguardiente schnapps también se elabora tradicionalmente en Alsacia, pero está en declive porque los destiladores domésticos se están volviendo menos comunes y el consumo de bebidas alcohólicas tradicionales fuertes es cada vez menor.
|                                    |
| Cervecería Fischer en Schiltigheim |

|                                  |
| Crémant d'Alsace (vino espumoso) |

|              |
| Uva Riesling |